# Amblytropidia australis
Amblytropidia australis är en insektsart som beskrevs av Bruner, L. 1904. Amblytropidia australis ingår i släktet Amblytropidia och familjen gräshoppor. Inga underarter finns listade i Catalogue of Life.